# علم و فناوری در بریتانیا
علم و فناوری در بریتانیا تاریخی طولانی دارد که بسیاری چهره‌ها و توسعه‌ها را در این زمینه خلق کرده است. نظریه‌پردازان برجسته از بریتانیا شامل آیزاک نیوتن که قوانین حرکت او و شرحش بر گرانش به شکل پایه‌ای برای علم مدرن دیده می‌شوند و چارلز داروین که نظریه فرگشت او توسط انتخاب طبیعی در شکل‌گیری زیست‌شناسی مدرن بنیادی بود، می‌شوند.
پژوهش علمی و توسعه در دانشگاه‌های بریتانیا بااهمیت باقی می‌ماند و بسیاری پارک‌های علم و فناوری برای تسهیل تولید و همکاری با صنعت تأسیس می‌کنند. بین سال‌های ۲۰۰۴ و ۲۰۱۲، بریتانیا شش درصد مقالات علمی-پژوهشی دنیا را تولید کرد و سهم هشت درصدی ارجاعات علمی در دنیا را داشت که بعد از نه درصد ایالات متحده و هفت درصد چین به ترتیب جایگاه‌های سوم و دوم را کسب کرد.
بریتانیا در سال‌های ۲۰۲۰، ۲۰۲۱، ۲۰۲۲ و ۲۰۲۳ رتبه چهارم را در شاخص نوآوری جهانی کسب کرد.